# Agour
Agour est une fromagerie française, ayant son siège à Hélette, dans les Pyrénées-Atlantiques. Elle est le deuxième producteur de l'appellation ossau-iraty. Son ossau-iraty a remporté à deux reprises (2006 et 2011) le prix du meilleur fromage du monde décerné par la Guild of Fine Food. 
La société produit également des crèmes glacées à base de lait de vache et de brebis. 